# あろまほっと
あろまほっと（1984年11月29日 - ）は、日本のゲーム実況者、音楽家である。ゲーム実況・音楽ユニット「M.S.S Project」のメンバー
。愛称は「あろま」「あろま先生」。身長165cm、血液型B型、イメージカラーは赤色。

## 人物
- 動画や生放送出演時には般若のお面を着用している。般若のお面は当初既製品をそのまま使用していたが、声が籠ることや視界が狭いことから長年にわたり改良が繰り返され、現在はアイマスクのように顔の上半分を覆うものとなった。
- 鋭いツッコミが特徴で毒舌家と紹介されることが多い。
- ライブでは主にダンスパフォーマンスを担当。フラッグやグラフィックポイなどを用いてパフォーマンスを行う。「M.S.S Project」のクリスマスライブ「〜Holy Soul Party 2019〜」ではギターを担当。
- 自身の旅行本『あろまさんぽ』シリーズがある。書下ろしのフォトエッセイで構成された7冊のほか、「TricksterAge」掲載分をまとめた「あろまさんぽ零」の合計8冊が出版されている。また、東京MXにて番組化され2度に渡り放映された。
- YouTubeの個人チャンネル「気ままにライフ」では、自身がご当地グルメを食べる様子を逆再生で見せる動画を投稿している。
- 普通自動車免許、普通自動二輪免許、PADIマスター・スクーバ・ダイバーの資格を持っている。

## 略歴
2009年9月29日、「M.S.S Project」がニコニコ動画に投稿した『Halo 3: ODST』の実況動画に「あろまほっと」として登場。
2015年、アニメ『影鰐-KAGEWANI-』に「M.S.SProject」メンバーと共にゲスト出演、第9話にて「小森智」役を演じる。
2016年、同アニメの第2期『影鰐-KAGEWANI-承』のEPISODE 3にて「町田達也」役、EPISODE 7では再び「小森智」役を演じる。
2018年10月13日、公式ブログにて普通自動二輪免許を既に取得していたことを発表。愛車はカワサキのNinja400。
2019年4月4日、公式ブログにてダイビングのライセンスを取得したことを報告。
2019年10月19日、公式ブログにてポメラニアンとチワワのミックス犬と暮らしていることを報告。名前は「しらたま」。
また、ブログの更新についてツイートしたことで、約6か月間に及ぶTwitter凍結が解除されたことが判明しファンを喜ばせた。

## ゲーム実況

### ニコニコ生放送
| 放送タイトル                                 | 放送日         | プレイタイトル                                 |
| -------------------------------------------- | -------------- | ---------------------------------------------- |
| あろまの自作ゲーム実況たいむ ～Vol.1～       | 2014年11月28日 | 良い不良、秘境伝説 イクティアの謎              |
| あろまの自作ゲーム実況たいむ ～Vol.2～       | 2014年12月29日 | 良い不良                                       |
| あろまの自作ゲーム実況たいむ ～Vol.2～延長戦 | 2014年12月30日 | 良い不良                                       |
| あろまの自作ゲーム実況たいむ ～Vol.3～       | 2015年1月24日  | Runningリーマン ～俺の通勤路～、Hand&Hand&Hand |
| あろまの自作ゲーム実況たいむ ～Vol.4～       | 2015年2月26日  | NONA MAGIC                                     |
| あろまの自作ゲーム実況たいむ ～Vol.5～       | 2015年3月24日  | Dual Prism                                     |
| あろまの自作ゲーム実況たいむ ～Vol.6～       | 2015年4月28日  | モンスターリップ                               |
| あろまの自作ゲーム実況たいむ ～Vol.7～       | 2015年6月1日   | モンスターリップ                               |
| あろまの自作ゲーム実況たいむ ～Vol.8～       | 2015年7月12日  | 消しゴムちゃんと鉛筆ちゃん                     |

## 著書
- 「あろまさんぽ」　 （2014年5月31日）
- 「あろまさんぽ 弐」（2015年4月2日）
- 「あろまさんぽ 参」（2015年9月28日）
- 「あろまさんぽ 肆」（2016年4月2日）
- 「あろまさんぽ 零」（2016年4月2日）
- 「あろまさんぽ 伍」 （2016年10月4日）
- 「あろまさんぽ 陸」 （2017年4月25日）
- 「あろまさんぽ 漆」 （2017年11月27日）

## 出演

### テレビ
- 「あろまさんぽ〜ロールプレイング旅紀行・黄金の宝を探せ～」（東京MX2、2017年2月12日）
- 「あろまさんぽ ロールプレイング旅紀行 ～横須賀編～」（東京MX2、2017年8月19日）

### DVD
- 「あろまさんぽTV　ロールプレイングジャーニー伊香保編」（2017年3月28日）[5]
- 「あろまさんぽTV ロールプレイングジャーニー 横須賀編」（2017年10月12日）[6]

### イベント
- 「あろまさんぽ写真展」（TSUTAYA三軒茶屋店、2016年10月4日～10月31日）
- 「あろまさんぽ写真展　あろまさんぽカフェ」（新宿TSUTAYA、2017年4月25～5月8日）